# Sépeaux
Sépeaux és un antic municipi francès, situat al departament del Yonne i a la regió de Borgonya - Franc Comtat. L'any 2013 tenia 422 habitants. Des del 1r de gener de 2016 es va integrar en el municipi nou de Sépeaux-Saint-Romain amb l'estatut de municipi delegat

## Demografia
El 2007 la població de fet de Sépeaux era de 419 persones. Hi havia 168 famílies i 243 habitatges, 173 habitatges principals de la família, 42 segones residències i 28 desocupats. La població ha evolucionat segons el següent gràfic:

## Economia
El 2007 la població en edat de treballar era de 247 persones, 181 eren actives i 66 eren inactives. Hi havia una desena d'empreses de serveis de proximitat. L'any 2000 hi havia 15 explotacions agrícoles que conreaven un total de 1.342 hectàrees. Hi havia una escola elemental integrada dins d'un grup escolar amb les comunes properes formant una escola dispersa.

## Persones
- Monique Hanotte, resistent francobelga, nascuda a Sépeau el 10 d'agost de 1920[5]